# André Vauchez

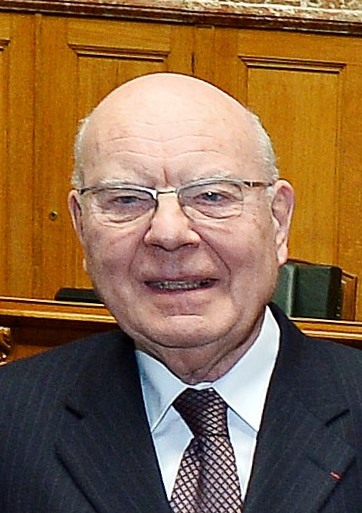
André Vauchez, 2013

André Vauchez (* 24. Juli 1938 in Thionville) ist ein französischer Mittelalter- und Kirchenhistoriker.

## Leben
André Vauchez ging in Straßburg zur Schule, studierte an der École normale supérieure und war danach an der  École française de Rome (1965 bis 1968), an der er 1972 bis 1979 die Mittelalterstudien leitete. 1968 bis 1972 war er Assistent an der Sorbonne. 1978 wurde er promoviert (Thèse de doctorat) mit der Dissertation La sainteté en Occident aux derniers siècles du Moyen Âge (1198–1431).  1979/1980 war er Forschungsdirektor des CNRS. 1980 wurde er Professor in Rouen und 1983 an der Universität Paris X in Nanterre. 1995 bis 2003 war er Direktor der École française de Rome. 1991 wurde er Mitglied des Institut universitaire de France.
1986 war Vauchez Gastwissenschaftler am All Souls College der Universität Oxford und 1990/1991 am Institute for Advanced Study.
Er befasst sich mit Geschichte christlicher Spiritualität im Mittelalter und schrieb eine Biographie von Franz von Assisi.

## Ehrungen
2013 erhielt er den Balzan-Preis. Er ist Ehrendoktor der Universität Genf, Offizier der Ehrenlegion, Kommandeur der Palmes Académiques und Offizier des Ordre national du Mérite.
Er ist Mitglied der Accademia dei Lincei und der königlich belgischen Akademie der Wissenschaften und der Académie des inscriptions et belles-lettres, deren Präsident er 2009 war. 2015 wurde er zum korrespondierenden Mitglied der British Academy gewählt.

## Schriften (Auswahl)
- La spiritualité du Moyen Âge occidental VIIIe–XIIIe. Presses universitaires de France, Paris 1975.
- La sainteté en Occident aux derniers siècles du Moyen Âge (1198–1431). École française de Rome, Rome 1981.
  - Englische Übersetzung: Sainthood in the Later Middle Ages. Cambridge 1987.
- Les laïcs au Moyen Âge. Pratiques et expériences religieuses, Cerf, Paris 1987.
  - Deutsche Übersetzung: Gottes vergessenes Volk: Laien im Mittelalter. Herder, Freiburg 1993.
- Saints, prophètes et visionnaires : le pouvoir du surnaturel au Moyen Âge. Albin Michel, Paris 1999.
- François d’Assise. Fayard, Paris 2009 (das Buch erhielt den Prix Chateaubriand 2010).
  - Englische Übersetzung: Francis of Assisi: the life and afterlife of a medieval saint. Yale University Press, 2012.
  - Deutsche Übersetzung: Franziskus von Assisi. Geschichte und Erinnerung. Verlag Aschendorff, Münster 2019 (Übersetzung: Elisabeth Zacherl).
- Herausgeber und Koautor: Histoire du christianisme, Band 4 bis 6. Desclée, Paris 1990–1993.
  - Deutsche Ausgabe: Geschichte des Christentums. Herder.
- Herausgeber: Dictionnaire encyclopédique du Moyen Âge (2 Bände). Paris, Cerf, 1997–1998.
- Herausgeber: Christianisme: dictionnaire des temps, des lieux et des figures. Le Seuil, Paris 2010.
- Herausgeber: Rome au Moyen Âge. Riveneuve éditions, 2010.
- Herausgeber: Prophètes et prophétisme. Payot, 2012.